# 奧克西塔尼亞民族主義

奧克西塔尼亞旗幟

奧克西塔尼亞民族主義是奧克西塔尼亞的社會和政治運動。奧克西塔尼亞民族主義者主張奧克西塔尼亞應該擁有更多自治權，或者建立一個獨立的奧克西塔尼亞國家。奧克西塔尼亞民族主義的基礎是其語言和文化，但奧克語現在在奧克西塔尼亞地區是少數派語言。